# دهستان معلم کلایه
دهستان معلم کلایه نام دهستانی در بخش الموت شرقی شهرستان قزوین، استان قزوین در ایران است. براساس سرشماری مرکز آمار ایران در سال ۱۳۸۵، جمعیت آن ۲۳۲۹ نفر (۷۶۱ خانوار) بوده‌است.